# Медичний коментар до творів Л. Анея Сенеки
Медичний коментар до творів Л. Анея Сенеки (Commentarius medicus in L. Annaei Senecae opera)  — праця львівського автора кін. 16 — поч. 17 ст. Еразма Сикста, вийшла друком 1627 р. у Львові.

## Опис
Автор цитує і коментує не тільки праці Сенеки: він звертається до стародавніх письменників, які хоча б побіжно торкалися медичних питань (Плутарх, римські дослідники природи і сільської місцевості взагалі Катон Старший, Варон, Колумела); прекрасно орієнтується у творах давньогрецького медика Паладія, математика Діофанта, римського полководця, а насамперед, визнаного дослідника природи й географії Гая Плінія Старшого, римського письменника, інженера й архітектора Вітрувія. Однак змістовим стрижнем праці Еразма Сикста залишається творчість Сенеки. Він здійснює медичне обґрунтування (подекуди — корекцію) тез філософа, вибираючи цитати з його книг «Про гнів» (водночас доктор Сикст наводить думки Гіпократа, Галена, Марцелія та ін.), «Про втішання для Гельвія», «Про втішання для Полібія», «Про природничі питання». Найбільше (34 цитати) вибрано для коментування Еразмом Сикстом із «Послань», а також із книги «Про гнів» та «Про природничі питання».